# Tanjung Baru (Tanjung Agung)
Tanjung Baru is een bestuurslaag in het regentschap Muara Enim van de provincie Zuid-Sumatra, Indonesië. Tanjung Baru telt 794 inwoners (volkstelling 2010).